# Primarias del Partido Republicano de 2012 en Wisconsin
Las Primarias del Partido Republicano de 2012 en Wisconsin se hicieron el 3 de abril de 2012. Las Primarias del Partido Republicano son una Primarias, con 42 delegados para elegir al candidato del partido Republicano para las elecciones presidenciales de Estados Unidos de 2012.  En el estado de Wisconsin estaban en disputa 42 delegados.

## Elecciones

### Resultados
| Primarias Republicanas de Wisconsin de 2012 | Primarias Republicanas de Wisconsin de 2012 | Primarias Republicanas de Wisconsin de 2012 | Primarias Republicanas de Wisconsin de 2012 |
| Candidato                                   | Votos                                       | Porcentaje                                  | Delegados                                   |
| ------------------------------------------- | ------------------------------------------- | ------------------------------------------- | ------------------------------------------- |
| Mitt Romney                                 | 345,873                                     | 44.08%                                      | 33                                          |
| Rick Santorum                               | 289,145                                     | 36.85%                                      | 9                                           |
| Ron Paul                                    | 87,764                                      | 11.18%                                      | 0                                           |
| Newt Gingrich                               | 45,810                                      | 5.84%                                       | 0                                           |
| Total:                                      | 784,660                                     | 100%                                        | 42                                          |